# Cerinosterus luteoalbus
Cerinosterus luteoalbus är en svampart som först beskrevs av de Hoog, och fick sitt nu gällande namn av R.T. Moore 1987. Cerinosterus luteoalbus ingår i släktet Cerinosterus och familjen Dacrymycetaceae.   Inga underarter finns listade i Catalogue of Life.